# Cyril Delettre
 (juin 2024).
Si vous disposez d'ouvrages ou d'articles de référence ou si vous connaissez des sites web de qualité traitant du thème abordé ici, merci de compléter l'article en donnant les références utiles à sa vérifiabilité et en les liant à la section « Notes et références ».
Cyril Delettre est un artiste photographe français réalisateur de courts métrages et de documentaires.

## Biographie
Après la licence de Sciences économiques à la faculté de Paris XII, il change de voie pour se consacrer à l'image. Il fait l'école de cinéma l'ESEC, en sort diplômé en 1988. Il fait un reportage au festival Festival de Cannes de 1987, ce qui lui vaut ses premières parutions dans Les Cahiers du Cinéma.
Pendant l’automne 1989, il fait la régie sur le film long métrage de Jean-Hugues Lime : Double face. Puis, il est assistant de Cyril Collard sur le film Les Raboteurs de Parquet, de Pol Cruchten sur le film Somewhere in Europe.
Il rejoint le staff de photographes de l'agence Imapress en 1989, puis de l'agence REA en 2002. Il suit officiellement Rachida Dati comme maire du 7e arrondissement de Paris, il suit également Fadela Amara. Il a eu de nombreuses parutions et couvertures (Paris Match, L'Express, VSD, Les Cahiers du Cinéma, Le Nouvel Observateur, le Figaro Magazine, Balthazar…) sur des sujets de société comme : les sans-papiers, la fermeture de Sangatte, les communautés religieuses, les femmes d’affaires... Il a également réalisé des pochettes d'album (Patrick Bruel : Au bout de la Marelle, Rien ne s’efface ).
Il réalise plusieurs films : un clip pour l’association Ni putes ni soumises avec une chanson de Mali Rochevive : Sans appel. Le clip dénonce les violences faites au femmes. Il réalise un documentaire sur les photographes de presse qui suivent la campagne électorale présidentielle de 2007. Il suit Nicolas Sarkozy avec Ludovic Marin, Ségolène Royal avec Axelle de Russé et Jean-Luc Luyssen, François Bayrou avec Gilles Bassignac, ainsi que les photographes Jacques Langevin, Romuald Meigneux, Sébastien Calvet. On découvre les coulisses de la campagne électorale ainsi que le dur travail des reporters. Il est soutenu par le producteur Bernard Bouthier de EGO Productions. Il réalise un film court pour la sortie du livre de Marie-Florence Gros : Tout contre, aux Éditions Héloïse d'Ormesson.
Il participe, en 2010, à l'exposition collective Les Français vus du train sur les grilles du Jardin du Luxembourg. En compagnie de Robert Doisneau, Sebastiao Salgado… l'année suivante, il a une exposition personnelle Paris/New York, Grandes Lignes, accompagnée de textes de Marie-Florence Gros, sur les grilles de la gare de l'Est, avec le soutien de Gares & Connexions.
Il réalise un court métrage de fiction : Exécution,, sur un scénario original de Marie-Florence Gros. Durée 26 min. Réalisé comme un long métrage avec une grosse équipe, il aborde le sujet de la peine de mort sous un angle nouveau et humoristique.
En octobre 2012, il expose Galerie 59, rue de Rivoli, à Paris, Origine, une photo associée à un texte de Marie-Florence Gros paru dans l'ouvrage collectif Dans le ventre des femmes. Cette œuvre mixte texte et photo poursuit un type de travail initié avec l'exposition Paris/New York, Grandes Lignes, où ils proposaient un parcours romanesque à travers les 45 photos exposées.
Gares & Connexions, filiale de la SNCF, lui commande une bâche monumentale pour la façade de la gare d'Austerlitz, (60mx7m), le projet consiste à embellir la façade principale pendant les travaux de rénovation, elle est en place pour plusieurs années. Il réalise la décoration de la gare de RER Invalides, avec des photos monumentales de 7mx3,5m, mettant en valeur les monuments le patrimoine du quartier. Pour réaliser ce projet, il fait ses photos à partir d'une grue de 40m de haut, ce qui lui donne des points de vue sur Paris tout à fait originaux. Il expose dans la gare de Massy TGV 82 photos. Lors d'un voyage en 2010, qui l'a amené à faire plus de 3 000 km en train, il prend des photos depuis les fenêtres des trains pour capter les Français au travail, faisant du sport, jardinant... Il en ressort un portrait d'une France vivante. Dans ce projet, tout l’enjeu est que les photos sont prises à la volée, il n'a pas de deuxième change. Le projet est à la fois artistique et documentaire.
En 2014, Cyril Delettre s'installe à Hong Kong, où il est désormais basé, pour ouvrir une galerie d'art consacrée à la photographie avec Marie-Florence Gros.
En 2018, Cyril Delettre a documenté les personnes vivant dans la décharge de Cebu, aux Philippines, avec l'aide de l'ONG Enfants du Mékong.
Hong Kong lui a inspiré les series suivantes : How To See The Light…Walk the dog, Eclosions HK, After Midnight, Afternoon, Rythmes, Walk Don’t Walk, Wild City et Hope.
Cyril Delettre mène de front la photo et la vidéo, en suivant toujours ses deux passions, sujets de société et artistiques.

## Expositions
Cyril Delettre travaille les superpositions d'images et le mouvement.
- Hope, Special Project Affordable Art Fair, Hong Kong 2023
- Hope, Art Central Art Fair Hong Kong 2022
- The Flag Project, Rockefeller Center, New York, USA 2021
- Dialogue, Le French May associated program, Hong Kong 2018
- Eclosions, Ce La Vi, Hong Kong 2018
- Art Central, Hong Kong 2018
- Eclosions, La Galerie, Hong Kong 2017
- Art Car Eclosions with the support of the HKAGA at The Four Seasons HK, Hong Kong 2017
- La France vue du train, Gare de Massy TGV since France 2013
- Eclosions, Gare d’Austerlitz, Paris France 2012 - 2015
- Dans le ventre des femmes, au 59 rue de Rivoli, du 1er au 14 octobre 2012
- Paris, New York, Grande-Lignes, sur les grilles de la Gare de l'Est avec le soutien de Gares et Connexions, 14/03/2011-14/05/2011
- Les Français vus du train, sur les grilles du Jardin du Luxembourg avec le soutien de la SNCF, 19/09/10-02/01/2011
- NYC, BRGGE ART GLLRY, Bruges, Belgique, février 2009
- NYC, Galerie REA, décembre 2008[5].
- Om, Académie du Viaduc des Arts, novembre 2008
- Vibrations, au restaurant L'Étoile à Paris, 2007
- Vibrations, Galerie REA, novembre 2006[6].

## Films
1. Exécution, réalisation d'un film court-métrage de fiction : écrit par Marie-Florence Gros et Cyril Delettre, avec François Bernheim, Alexandra Kazan, Gwendal Peizerat, 26 min.
2. Objectif de campagne, réalisation Cyril Delettre, production Pascale Breugnot Ego Productions. Cyril Delettre a filmé le travail des photographes Axelle de Russé, Jacques Langevin, Gilles Bassignac, Ludovic Marin…. auprès des divers candidats pendant la campagne présidentielle de 2007.
3. Sans Appel, clip réalisé par Cyril Delettre pour Mali Rochevive, la chanson emblème de l'association Ni putes ni soumises.
4. Tout contre, Cyril Delettre a réalisé la bande annonce pour le livre de Marie-Florence Gros

## Livres
1. Les Yvelines au fil des yeux, Martelle Éditions, texte de France de Mijolla  (ISBN 2878900197)
2. La Bièvre, SPSA Éditions, texte Florence Pizzorni-Itié  (ISBN 9782914085014)
3. Autour de Saint-Germain-en-Laye, SPSA Éditions, texte de France de Mijolla  (ISBN 2914085044)
4. Autour de Poissy, SPSA Éditions, texte de France de Mijolla  (ISBN 2914085052)